# Mathieu Turcotte
Mathieu Turcotte (n. 8 februarie 1977, Sherbrooke⁠(d), provincia Québec, Canada) este un sportiv ce a reprezentat Canada, medaliat olimpic. A participat la 2 ediții ale Jocurilor Olimpice (2002, 2006) în care a câștigat o medalie de aur, o medalie de argint și o medalie de bronz.